# Spy vs. Spy

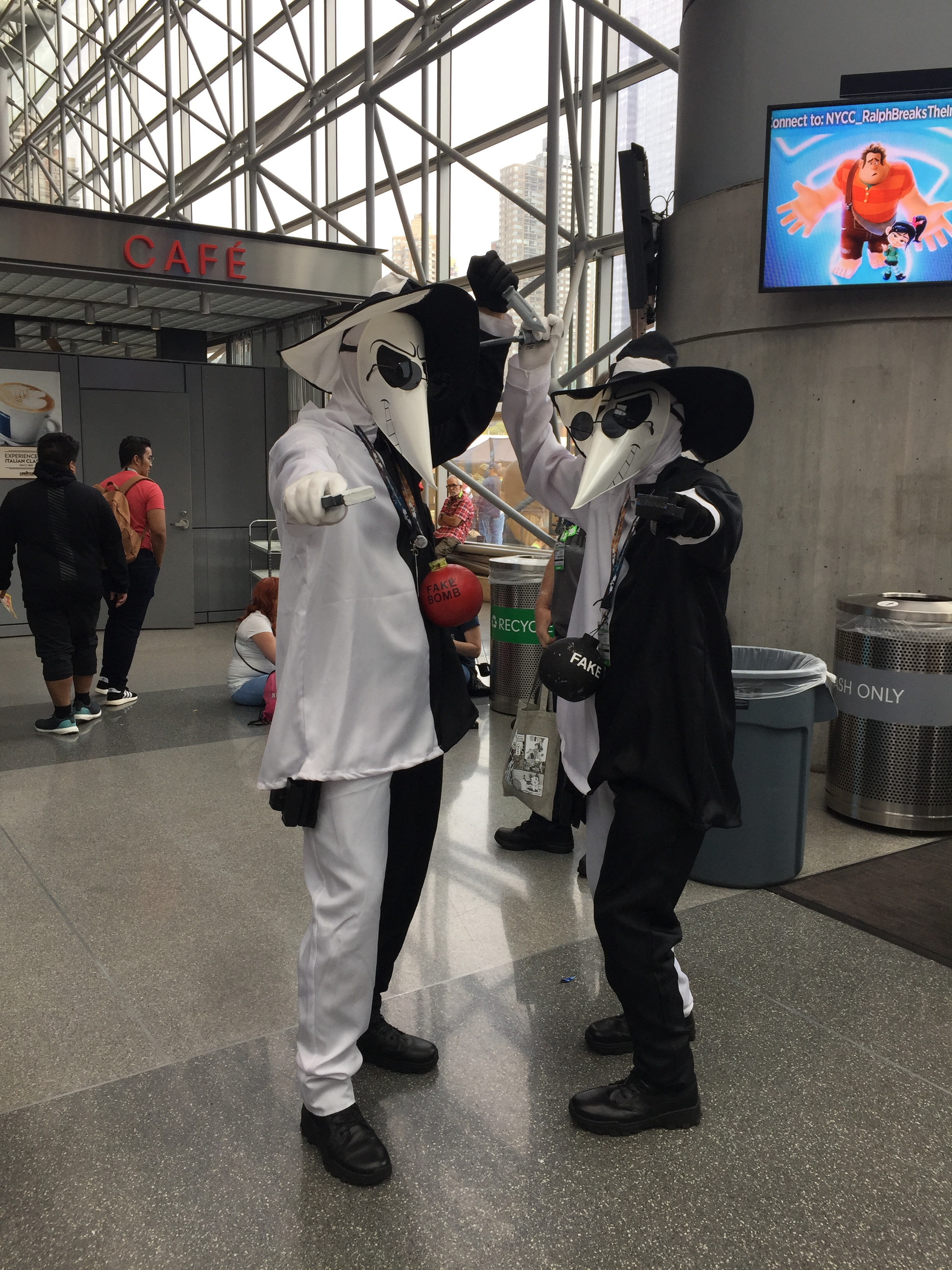
Os dois cosplays de Spy vs. Spy. O Spy branco à esquerda e o Spy preto à direita

Spy vs. Spy é uma série de quadrinhos criada em 1961 por Antonio Prohías, um cubano radicado nos Estados Unidos. Publicada na revista Mad. A série satiriza a espionagem da Guerra Fria e depois os filmes e séries do gênero, populares a partir da década de 1960. Os personagens são dois espiões idênticos, apenas com a diferença de que um se veste todo de preto e o outro todo de branco, e que vivem um tentando "eliminar" o outro. Não existe qualquer diferença duradoura entre eles, alternando nas tiras o que se dá bem e o que se dá mal. Numa história um deles pode parecer mais esperto, para na seguinte as características se inverterem. O humor nas tiras é centrado nos elaborados esquemas usados por um para eliminar o outro. 